# Hash (gastronomia)

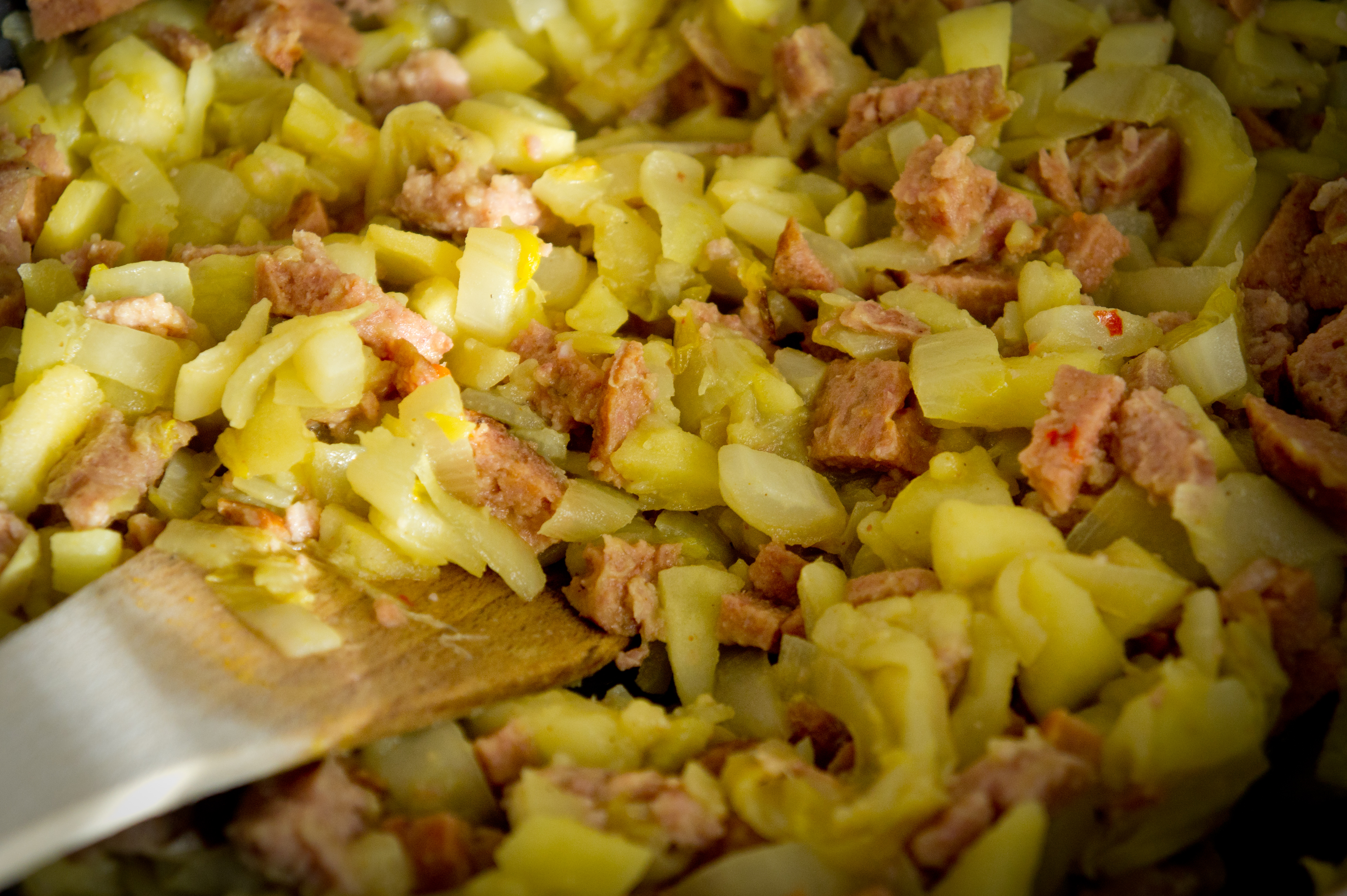
Hash pronto per essere consumato

L'hash è un piatto che consiste in una frittura di pezzetti di carne, patate e cipolle. Il nome deriva dal francese "hacher" che significa "tagliare". Nasce come un modo per riutilizzare gli avanzi: infatti negli anni 60 un ristorante economico poteva essere chiamato "hash house" o "hashery".
La carne in scatola è diventata molto popolare, in particolare in Paesi come Regno Unito, Francia e Stati Uniti d'America, durante la seconda Guerra Mondiale dato che il cibo era razionato e la disponibilità di carne fresca era più scarsa.
L'hash si può mangiare per colazione, pranzo o cena; negli Stati Uniti, quando viene servito per colazione, potrebbe essere accompagnato da uova, dei toast, salsa olandese o anche fagioli al forno.
Alcuni ristoranti di alto livello ora offrono nei loro menù piatti di hash rielaborati in modo sofisticato. Al giorno d'oggi l'hash può essere fatto con qualunque carne, come ad esempio agnello, cervo, tacchino, bovino, oppure anche con pesce o gamberetti.

## Stati Uniti
Diversi tipi di hash fanno parte della dieta americana sin dal XVIII secolo, confermato dalla presenza di molte ricette e dall'esistenza di "hash houses". Negli Stati Uniti, il 27 settembre è il "National Corned Beef Hash Day", ovvero il "Giorno Nazionale dell'Hash in Scatola".

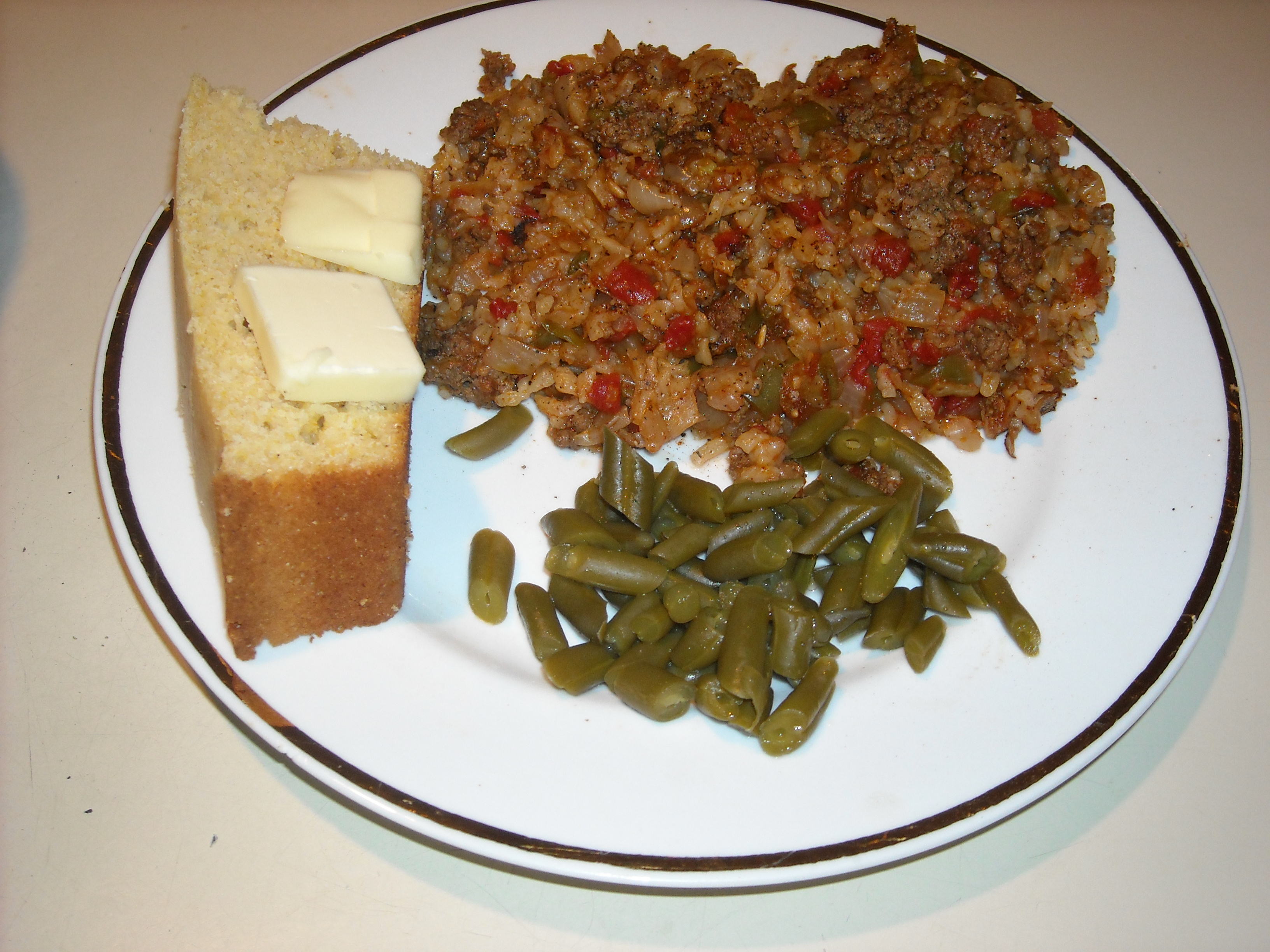
Piatto di hash texano servito con cornbread e fagiolini.

Il classico hash americano in scatola è nato nella regione neo-inglese degli Stati Uniti come un modo di riutilizzare gli avanzi di una tradizionale cena a base di bollito bovino, cavolo, patate e cipolle. L'hash rosso (in inglese "red flannel hash") è fatto con le barbabietole invece delle patate. In Inghilterra si può trovare anche con il baccalà o con del semplice pesce.
Una cena a base di carne in scatola e cavolo è un pasto tipico irlandese-americano del 1800, che spesso si mangia in America il giorno di San Patrizio. La carne in scatola è servita anche al Giorno del Ringraziamento e a Natale.
Nel Midwest non è raro che venga combinato con una salsa bianca addensata con farina.
Negli Stati del Sud invece, "hash" può indicare due diversi piatti:
- Un mix di maiale avanzato dal barbecue e di salsa barbecue, serviti sopra a del riso. Questo piatto è un contorno popolare nei ristoranti barbecue nella Carolina del Sud e in Georgia.
- In Texas invece, è una zuppa di maiale, pollo e bovino, solitamente insaporita con sale, pepe e spezie, ridotta durante la notte sopra un fuoco.

Alcuni posti nel Sud utilizzano il termine "hash" per riferirsi alla selvaggina cucinata sul barbecue o sfilacciata, bollendola prima.

## Regno Unito
Sin dal XIV secolo, in Inghilterra venivano cucinati l'"hache" e l'"hachy". Citando lo scrittore di ricettari Steven Raichlen "Il diarista inglese Samuel Pepys ha incerato il grandiloquente su un hash di coniglio che ha assaporato nel 1662".

## Altri Stati
In Danimarca, l'hash è conosciuto come "biksemad" (tradotto grossolanamente come "cibo buttato insieme") ed è un piatto di avanzi solitamente servito con un uovo all'occhio di bue, fettine di barbabietole rosse sottaceto e ketchup o salsa bernese. Di solito la carne è maiale, e gli ingredienti non sono schiacciati insieme, ma sono solo tagliati a dadini e rimangono ben distinguibili.
In Svezia c'è una versione dell'hash chiamata "pyttipanna" , in Finlandia "pyttipannu" e in Norvegia "pyttipanne" e assomiglia molto alla versione danese. La variazione svedese Pytt Bellman, vuole il bovino al posto di altri tipi di carne e viene accompagnato con una salsa. Il suo nome deriva da un poeta svedese del XVIII secolo, Carl Michael Bellman.